# مک‌کوک (ایلینوی)
مک‌کوک (به انگلیسی: McCook) یک روستا در ایالات متحده آمریکا است که در ایلینوی واقع شده‌است. مک‌کوک ۶٫۸۳ کیلومتر مربع مساحت و ۲۲۸ نفر جمعیت دارد.